# Giannis Stoforidis
Giannis Stoforidis (Grecia; 8 de mayo de 1989) es un kickboxer griego que actualmente compite en la categoría de peso pesado de ONE Championship. Ha competido en SUPERKOMBAT Fighting Championship, GLORY, Enfusion y OSS Fighters.

## Carrera de Kickboxing

### SUPERKOMBAT
En 2013, Stoforidis enfrentó al Grand Prix de SUPERKOMBAT World Grand Prix luego de impresionar en SUPERKOMBAT New Heroes. Previamente, había ganado las audiciones de SUPERKOMBAT (división de peso pesado) en Atenas, Grecia el 26 de enero de 2013. Finalmente, calificó a la etapa final del Grand Prix de SUPERKOMBAT de 2013.
Stoforidis venció a Mathieu Kongolo por TKO en el tercer asalto en SUPERKOMBAT World Grand Prix 2013 Final Elimination en Ploiești, Rumania el 9 de noviembre de 2013.
Compitió en el evento final de Grand Prix de SUPERKOMBAT de 2013 Galați, Rumania el 21 de diciembre de 2013, perdiendo por TKO en el tercer asalto ante Redouan Cairo, debido a una mano rota en las semifinales.

### GLORY
Stoforidis enfrentó a Anderson "Bradock" Silva en Glory 41 en las semifinales del Torneo de Contendiente de Peso Pesado de Glory de 2017, el 20 de mayo de 2017. Perdió la pelea por nocaut en el segundo asalto.

### ONE Championship
Stoforidis hizo su debut en ONE Championship contra Beybulat Isaev en ONE Championship: Heavy Hitters, el 14 de enero de 2022. Ganó la pelea por KO en tan sólo 31 segundos del primer asalto.
Stoforidis enfrentó a Andrei Stoica en ONE 156 el 22 de abril de 2022. Perdió la pelea por decisión mayoritaria.
Stoforidis enfrentó a Rade Opačić en la pelea de reserva del Grand Prix de Kickboxing de Peso Pesado de ONE en ONE on Prime Video 2, el 30 de septiembre de 2022. Perdió la pelea por TKO en el segundo asalto.

## Campeonatos y logros

### Boxeo
- Campeón Nacional de Grecia de 2011

### Kickboxing
- Enfusion
  - Campeón del Torneo de Peso Semipesado de Enfusion Live (2019)
- SUPERKOMBAT Fighting Championship
  - Finalista del Grand Prix de SUPERKOMBAT (2013)
- No Limits
  - Campeonato de Peso Pesado de No Limits (Dos veces, 2011 & 2012)